# Вакуловська Лідія Олександрівна
Лідія Олександрівна Вакуловська (нар. 20 лютого 1926, Сновськ, Чернігівська область, УРСР, СРСР — пом. 28 серпня 1991, Щорс (тепер — Сновськ), Чернігівська область, УРСР, СРСР) — радянська сценаристка, прозаїк, білоруська дисидентка, яку переслідували та цензурували у другій половині 1960-х років.

## Біографія
У 1945 році Лідія Вакуловська закінчила середню школу, потім вступила до Київської школи кіноакторів. Після закриття школи в 1948 році переведена до російської філії акторського факультету Київського театрального інституту. Після закінчення навчання у 1952 році її направили на роботу до Одеського російського драматичного театру. 
У 1954 році переїхала на Чукотку, відтоді почала з'являтися в пресі, працювала в газеті «Зорі півночі», потім у Калінінграді в газеті «Калінінградська правда». 
У 1963 році Лідія Вакуловська написала комедію «Лушка», яку екранізували на Київській кіностудії у 1964 році («Лушка»).
Член Спілки письменників СРСР з 1963 року, з 1965 року — Білоруській організації письменників.
У зв'язку з переведенням чоловіка Сергія Виноградова на нову роботу в 1965 році вона опинилася в Мінську, де почала займатися творчістю. Лідія Вакуловська публікувалася в Білорусі з 1966 року. Ії літературні праці виходили у часописі: «Неман»: оповідання «У заметілі» (1966) та «Таун» (1967). Студія «Білорусьфільм» зняла за її сценарієм фільм «Саша-Сашенька» (1966).
Вільнодумні інтелектуали Мінська регулярно збиралися у квартирі Вакуловської. Як виявилося, їх розкрила агент КДБ Зоя Б.
З 1967 року КДБ почав переслідувати Лідію Вакуловську, піддавати цензурі. Згодом була заведена кримінальна справа. Письменницю звинувачували у спробі передати свої літературні твори на Захід для публікації, а також у поширенні забороненої літератури, закликів до терору та антирадянської пропаганди. Перший секретар ЦК Компартії Білорусі Петро Машеров, виступаючи на партактиві республіки, зазначив, що «компетентні органи відкрили антирадянський гнійник». Це «особи, які регулярно відвідували квартиру члена Спілки письменників Лідії Вакуловської, де систематично організовувались пияцтво та порочні антирадянські розмови». Розпочалися профілактичні розмови. З листопада 1967 року друзі та колеги Лідії Вакуловської (включаючи Валентина Тараса) також допитувались у КДБ, їх тривалий час переслідували.
У 1988 році Вакуловська написала книгу про сталінські репресії «Вольфрам — це важкий метал».
Родина
- Син: Гусаков Володимир Григорович (нар. 1949) — радянський кіноактор та сценарист[2].

## Твори
(російською)
- «200 километров до суда» (Магадан, 1969; 1974)
- «Женщины» (Минск, 1975)
- «Наважднение перед грозой» (1986)
- «История одной любви» (Минск, 1988)
- «Люди белой земли» (Москва, 1988)
- «Вольфрам — это тяжёлый металл» (1988)
- «Сколько бы ни пришлось, буду ждать...» (Повести, рассказы. Минск, 1990)